# تپه حاجوک۶
تپه حاجوک۶ مربوط به سده‌های ۴ تا ۹ ه‍.ق است و در شهرستان زابل، بخش پشت آب، دهستان ادیمی، ۷۰۰ متری شمالغرب روستای حاجوک واقع شده و این اثر در تاریخ ۲۰ اسفند ۱۳۸۵ با شمارهٔ ثبت ۱۸۰۸۰ به‌عنوان یکی از آثار ملی ایران به ثبت رسیده است.